# Jeux d'Asie du Sud-Est de 1987
Navigation
Édition précédente Édition suivante
La quatorzième édition des Jeux d'Asie du Sud-Est s'est tenue du 9 au 20 septembre 1987 à Jakarta. C'est la deuxième fois que la capitale indonésienne accueille cet événement.

## Pays participants
La compétition a réuni des athlètes provenant de huit nations, les mêmes qu'en 1985. Les seuls pays d'Asie du Sud-Est absents sont le Laos et le Viêt Nam.
L'Indonésie, pays hôte, termine en tête du tableau des médailles pour la quatrième fois en cinq participations. Toutes les nations décrochent des médailles mais le Cambodge (République populaire du Kampuchéa) est la seule à ne remporter aucune épreuve.
| Rang | Nation                            | Or  | Argent | Bronze | Total |
| ---- | --------------------------------- | --- | ------ | ------ | ----- |
| 1    | Indonésie                         | 183 | 136    | 84     | 407   |
| 2    | Thaïlande                         | 63  | 57     | 67     | 188   |
| 3    | Philippines                       | 59  | 78     | 69     | 206   |
| 4    | Malaisie                          | 35  | 41     | 67     | 144   |
| 5    | Singapour                         | 19  | 38     | 64     | 121   |
| 6    | Birmanie                          | 13  | 15     | 21     | 50    |
| 7    | Brunei                            | 1   | 5      | 17     | 24    |
| 8    | République populaire du Kampuchéa | 0   | 1      | 9      | 10    |

## Sports représentés
29 sports sont représentés. Tous les sports au programme en 1985 sont reconduits. Le hockey sur gazon et le softball font leur retour. Enfin, le canoë-kayak, le culturisme, l'escrime, le golf, le karaté, la lutte, le pencak silat, le ski nautique et le taekwondo font leur apparition.
- Athlétisme
- Badminton
- Basket-ball
- Bowling
- Boxe
- Canoë-kayak
- Culturisme
- Cyclisme
- Escrime
- Football
- Golf
- Gymnastique
- Haltérophilie
- Hockey sur gazon
- Judo
- Karaté
- Lutte
- Natation
- Pencak silat
- Sepak takraw
- Ski nautique
- Softball
- Taekwondo
- Tennis
- Tennis de table
- Tir
- Tir à l'arc
- Voile
- Volley-ball